# جسر ميثيلين

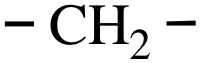
جسر الميثيلين (مجموعة ميثانيديل).

جسر ميثيلين في الكيمياء العضوية هو أي جزء من جزيء ما تكون صيغته -CH2-، أي ذرة كربون مرتبطة بذرتي هيدروجين ومتصلة كذلك برابطة وحيدة مع ذرتين أخريين متمايزتين في باقي الجزيء. وهي الوحدة المتكررة في جزيئات الألكانات غير المتفرعة.
يمكن لجسر الميثيلين التصرف كربيطة ثنائية وربط معدنين في معقد تناسقي مثل التيتانيوم والألومنيوم في كاشف تيبي.
يسمى جسر الميثيلين أحيانا مجموعة الميثيلين أو اختصارا ميثيلين كما في «كلوريد الميثيلين» (ثنائي كلورو الميثان CH2Cl2)، غير أن المصطلح مجموعة ميثيلين أو (ميثيليدين) ينطبق بشكل أصح على CH2 حين تكون مرتبطة بباقي الجزيء برابطة مضاعفة مانحة إياه خصائص كيميائية مختلفة تماما عن تلك الخاصة بجسر الميثيلين.

## تفاعلات
المركبات التي تحتوي على جسر ميثيلين يتواجد بين مجموعتي سحب إلكترون قويتين مثل ( النيترو، الكربونيل أو النتريل) تسمى أحيانا مركبات ميثيلين نشطة. معالجة هذه المركبات بقواعد قوية يمكن أن تشكل إينولات أو أنيونات كربونية والتي تستخدم عادة في الاصطناع العضوي، من الأمثلة: تكاثف كنوفيناغل واصطناع إستر المالونيك. 

## أمثلة
بعض الأمثلة على مركبات الميثيلين:

حمض المالونيك
أسيتيل الأسيتون
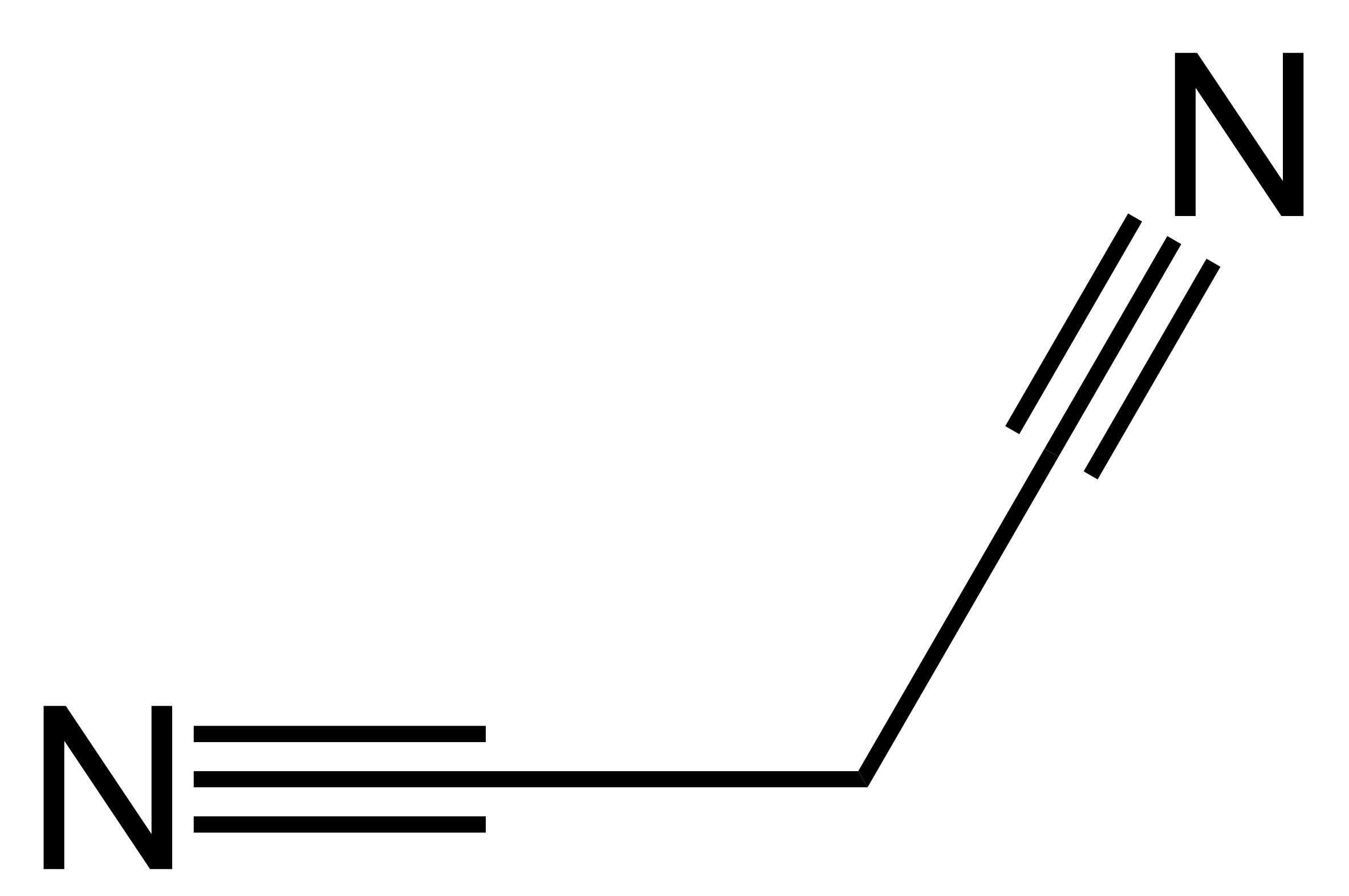
مالونونتريل